# 민영은
민영은(閔泳殷, 1870년 ~ 1943년 12월 20일)은 일제강점기의 충청북도 지역 유지로 조선총독부 중추원 참의도 지냈다. 대표적인 친일파 중 일인으로 본관은 여흥, 호는 금오(錦吾)이다.

## 생애
충청북도 청주군 출신으로 이 지역의 유명한 갑부였다. 많은 토지를 보유한 지주였고, 운수업 등을 경영하여 기업가로도 일했다. 김원근 형제와 함께 청주 2대 부호로 불렸다.
본래 대한제국에서 관리를 역임하여 괴산군과 청주군 등 충북 여러 지역에서 군수를 지냈다. 1905년에는 조선식산은행의 전신중 하나인 충주농공은행 설립위원을 역임했다.
한일 병합 조약 체결 후에는 도참사에 선출되고 지역 유지로 활동했다. 관선 충청북도 평의원, 도회의원, 충북도의회 부의장을 비롯하여 청주금융조합 조합장 등 각종 직책을 맡았다. 교육에 큰 관심을 보여 괴산군에 사립 시안학교를 창립하여 교장이 되었고, 충북선성중학교 교장을 지냈으며 청주사범학교 설립에도 앞장섰다.
일제 강점기 동안 여러 친일 단체에 가담하여 활동하였다. 조선국방의회연합회의 충청북도 조직인 충청북도국방의회연합회 부회장, 조선신궁봉찬회 고문, 조선군사후원연맹 충북지부 부회장, 국민정신총동원조선연맹 평의원, 조선임전보국단 발기인 등을 두루 맡았고, 시중회에도 평의원으로 참가했다.
중추원 참의로 있던 1935년에 총독부가 편찬한 《조선공로자명감》에 353명의 공로자 중 한 명으로 기재되어 있다. 이 책자에는 "충청북도 청주의 거인으로 충북 제일의 지자(智者)요 인자(仁者)로, 아울러 충북에서 최고의 부호"라는 설명과 함께, 드물게 보는 인격의 소유자로서 사회 공익에 사재를 희사했다며 민영은에 대한 극찬이 실려 있다. 일본 천황이 베푸는 잔치에 초대되어 천은에 감읍하였다고도 적혀 있다.

## 사후
민영은이 1940년에 설립한 은성장학회는 아들과 손녀사위가 대를 이어 이사장을 맡으며 운영했다. 2002년 발표된 친일파 708인 명단의 중추원 부문과 2008년 공개된 민족문제연구소의 친일인명사전 수록예정자 명단의 중추원과 친일단체 부문에 포함되었으며 2009년 친일반민족행위진상규명위원회가 발표한 친일반민족행위 705인 명단에도 포함되었다.
2013년 9월 25일 민영은의 후손이 "할아버지의 땅 찾기 소송을 취하하자"는 기자회견을 했다. .

## 같이 보기
- 조선총독부 중추원
- 조선임전보국단
- 시중회

## 참고자료
- 민영은(閔泳殷) - 국사편찬위원회